# Tircine
Tircine è un comune dell'Algeria, situato nella provincia di Saida.